# Cenotafio di Karl Windisch-Graetz

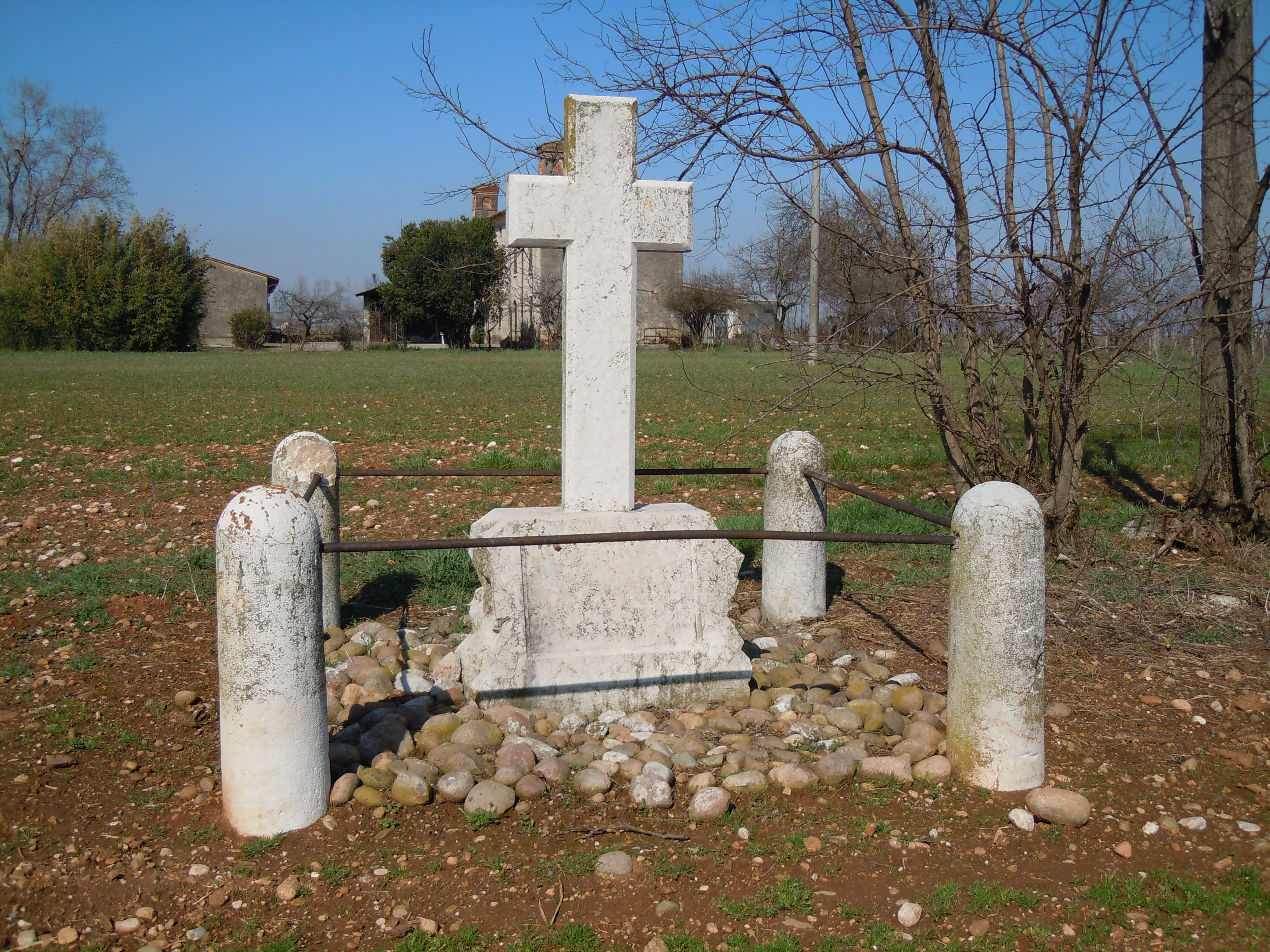
Rebecco, località Casa Nuova, monumento a ricordo del principe Karl Windisch-Graetz

Il cenotafio di Karl Windisch-Graetz è un monumento che si trova a Rebecco, località Casa Nuova, in provincia di Mantova.
È dedicato al principe austriaco Karl Windisch-Graetz, nobile colonnello della casata Windisch Graetz, caduto durante la battaglia di Medole del 24 giugno 1859 assieme a un migliaio di soldati e decine di alti ufficiali, tra i quali il colonnello francese Louis-Charles de Maleville.
Alla base del monumento, quasi illeggibile, è incisa la scritta: